# أخبار سارة من الفاتيكان

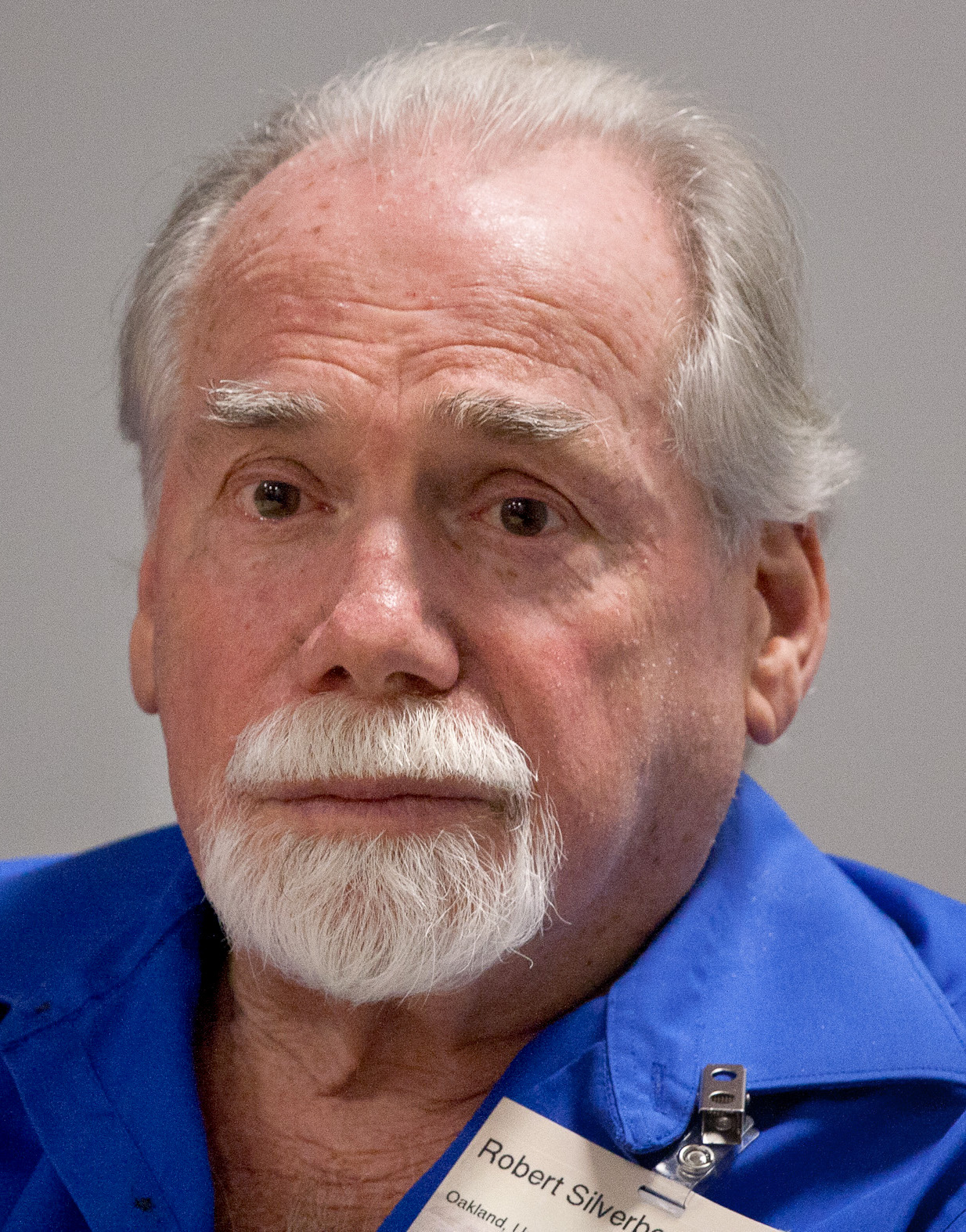
سيلفربيرغ في عام 2009

«أخبار سارّة من الفاتيكان» هي قصة قصيرة للخيال العلمي كتبها الكاتب الأمريكي روبرت سيلفربيرغ عام 1971، وتعرض انتخاب روبوت لمنصب بابا كنيسة روما. وقد فازت بجائزة نيبولا لأفضل قصة قصيرة في ذلك العام.

## ملخص المؤامرة
الراوي الأول الذي لم يذكر اسمه هو واحد من مجموعة من السائحين والمسافرين، بما في ذلك أسقف روماني كاثوليكي وحاخام، وجدوا أنفسهم في روما خلال اجتماع بابوي غير متوقع لاختيار بابا جديد. تجتمع المجموعة كل يوم في مقهى في الهواء الطلق بالقرب من ميدان القديس بطرس لمناقشة أفكارهم حول إمكانية وجود بابا روبوت، على الأرجح منذ التقارير الإخبارية التي تشير إلى أن المرشحين الرئيسيين وكاردينال أسكيوجا من ميلانو والكاردينال كارسيوفو من جنوة، غير قادرين على الحصول على دعم الأغلبية في الاجتماع السري. يبدو أن الراوي ورجال الدين متفائلون ولكن الشخصيات الأخرى تعبر بصراحة عن مخاوفها بشأن روبوت يعمل كبابا. ويُرى الدخان الأبيض علامة تقليدية لانتخابات ناجحة، ويظهر الروبوت على شرفة كاتدرائية القديس بطرس باعتباره البابا الجديد، الذي يحمل اسم البابا سيكستوس السابع. (حتى الآن، لم يكن هناك سوى خمسة من الباباوات الحقيقيين بهذا الاسم. مع انتهاء القصة، يسلم البابا سيكستوس البركة بينما كان يطير في الهواء مدفوعًا بطائرات التحليق.

## نقد
وفقًا لموسوعة الخيال العلمي، تحتفل القصة بـ «دمج الإنسان الآلي في الثقافة الدينية البشرية»، لكن هناك نقاد آخرون لاحظوا المحتوى الساخر والسخرية للقصة. يشير بول بريانس إلى أن القصة تعلن عن نيتها الساخرة في الفقرة الأولى، مع ذكر أسماء الكرادلة المتنافسين في اللغة الإيطالية لكلمة «منشفة» و«خرشوف»، على التوالي. كتب دون داماسا ‏ أنه «هادئ و تهكمه اقل» ويلاحظ موضوعات التجانس المتزايد وتجريد الدين من الإنسانية. يصنف مالكولم إدواردز ‏ هذه القصة كواحدة من مجموعة نشرها سيلفربرغ في أوائل السبعينيات والتي كانت أكثر تجريبية من عمله الأطول وتأثرت بالتقنيات التي استخدمها الكتاب الأدبيون المعاصرون مثل دونالد بارثيلمي ‏ وروبرت كوفر ‏. في هذه القصص، أعاد سيلفربيرغ بنحو ساخر فحص الموضوعات التقليدية للخيال العلمي.

## المنشورات
نُشرت القصة في الأصل في يونيفرس 1 ‏، وهي مختارات من قصص الخيال العلمي الأصلية التي حررها تيري كار. تم اختراعه على نطاق واسع منذ ذلك الحين، بما في ذلك أفضل قصص الخيال العلمي للعام (بالإنجليزية: Best Science Fiction Stories of the Year) (1972)، حرره ليستير دل ري، قصص جوائز نيبولا 7 (1972)، حرره لويد بيجل جونيور، وكتاب نورتون للخيال العلمي: الخيال العلمي لأمريكا الشمالية، 1960-1990 (بالإنجليزية: The Norton Book of Science Fiction: North American Science Fiction) (1999) بقلم أورسولا لي غوين وبريان أتيبيري ‏.

## روابط خارجية
- ُأخبار سارة من الفاتيكان عنوان مُدرج في قاعدة بيانات الخيال التأملي على الإنترنت